# Sarajevská hagada

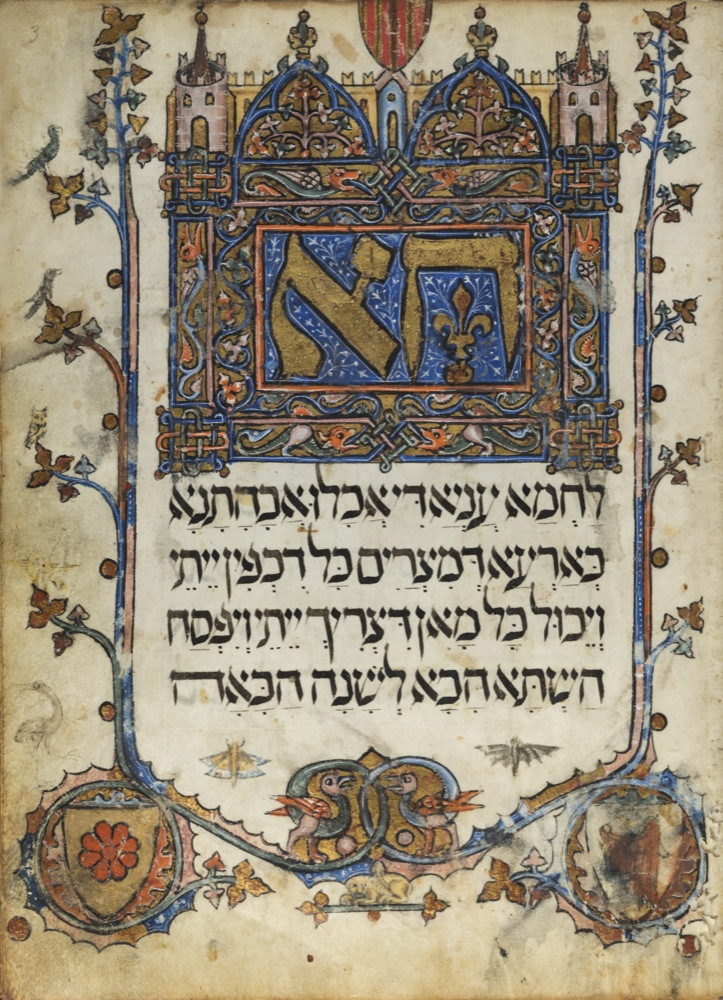
Sarajevská hagada

Sarajevská hagada je vzácná středověká iluminovaná rukopisná kniha. Je psaná v hebrejštině a jde o hagadu – knihu zaznamenávající řád domácích bohoslužeb při seder během židovského svátku Pesach. Jde o nejstarší knihu svého druhu na světě. Kniha vznikla v andaluském Španělsku ještě před vyhnáním Židů (1492), snad okolo roku 1350. Bylo to pravděpodobně na severu země, nejčastěji se hovoří o Barceloně. Podle cenzorského štítku lze soudit, že na začátku 17. století byla v Itálii. Z roku 1894 pochází první důkaz, že se kniha vyskytovala v Bosně a Hercegovině. Záhy ji do sbírek zakoupilo místní Zemské muzeum (Zemaljski muzej Bosne i Hercegovine) a dnes patří k jeho nejvzácnějším artefaktům. V ohrožení se ocitla roku 1941, kdy ji chtěli zabavit nacisté, ale podařilo se je ošálit, v čemž sehrál klíčovou roli Derviš Korkut, který za to později získal izraelské ocenění Spravedlivý mezi národy (ovšem nejen za to, zachránil i několik Židů). Během bosenské války v 90. letech 20. století se rovněž vyrojily informace, že vzácná kniha byla zničena, ale nakonec se nepotvrdily – byla odvezena ze sarajevské národní knihovny několik dní před tím, než byla knihovna bombardována. Kniha má 109 stran. Zajímavostí Sarajevské hagady je, že Země je na iluminacích znázorňována jako koule, což je důkaz vyspělosti andaluské vědy. Zvláštním rysem také je, že jsou na ilustracích zobrazeni lidé i s tvářemi, což jinak judaismus zapovídá – ukazuje to, že Andalusie plodila málo ortodoxní náboženský život. V roce 1992 byla hodnota knihy odhadnuta na 7 milionů dolarů. Osudu knihy je věnován román Stvořitelé a spasitelé australské spisovatelky Geraldine Brooksové. V roce 2003 byla hagada prohlášena bosenskou národní kulturní památkou, v roce 2017 byla zapsána na seznam Paměť světa UNESCO.
Počátkem srpna 2025 Národní muzeum Bosny a Hercegoviny oznámilo, že veškerý výtěžek z prodeje knihy „Sarajevská Hagada – Historie a umění“ a také výnosy z prodeje vstupenek na výstavu se Sarajevskou Hagadou věnuje na pomoc Palestincům.